# Castel di Leva
Castel di Leva är Roms tjugotredje zon och har beteckningen Z. XXIII. Zonens namn kommer ursprungligen av den geografiska benämningen Castrum Leonis. Zonen Castel di Leva bildades år 1961.

## Kyrkobyggnader
- Santuario della Madonna del Divino Amore
- San Pietro Chanel
- San Carlo Borromeo

## Arkeologiska lokaler
- Castrum di La Giostra
- Portico di sosta detto Tempio di Ercole
- Sepolcro a Tempietto presso la Villa romana a Santa Maria di Formarola
- Sepolcro a Cilindro, vid Via Appia Antica
- Mausoleo rotondo, vid Via Appia Antica
- Tomba di Gallieno, vid Via Appia Antica
- Torre Appia
- Chiesaccia, vid Via Laurentina. Medeltida kyrka, nu i ruiner.[2] 41°47′23″N 12°29′01″Ö / 41.789710°N 12.483718°Ö
- Tor Chiesaccia eller Tor Chiesaccio

## Övrigt
- Torre del Castrum Leonis
- Tor del Vescovo
- Torre Medaglia
- Tor di Sasso
- Tor Tignosa
- Casale di Santa Maria in Formarola
- Torre Sant'Anastasia
- Castelluccia di San Paolo
- Casale della Falcognana di Sotto
- Cascina di Monte Migliore
- Casale della Solforata
- Casale del Palombaro
- Casale della Certosa di Pavona
- Casale della Falcognana di Sopra
- Riserva naturale di Decima-Malafede